# Asthenes baeri
Asthenes baeri là một loài chim trong họ Furnariidae.